# Amor de Perdição (telenovela)
Amor de Perdição é uma telenovela brasileira exibida pela TV Cultura entre 6 de setembro e 5 de dezembro de 1965, às 14h30. Baseada no romance homônimo de Camilo Castelo Branco, foi escrita por Leonor Pacheco e dirigida e produzida por Lúcia Lambertini.

## Enredo
Conta o amor de um jovem pela filha do inimigo de seu pai.

## Elenco
- Roberto Orozco .... Simão
- Ivete Jayme .... Tereza
- Paulo Bastos .... Tadeu
- Nello Pinheiro .... João Domingos
- Célia Rodrigues .... Rita Preciosa
- Eduardo Abbas .... João da Cruz
- Alexandre Garattoni .... Baltazar
- Nonô Pacheco .... Mariana
- Didi Pacheco .... Ritinha
- Annamaria Dias
- Edy Cerri
- Haylton Faria
- João de Ângelo
- Magali Toledo
- Norberto Nardone